# Guillermo Wong Sánchez
Guillermo Wong Sánchez es un deportista cubano que compitió en judo. Ganó dos medallas en el Campeonato Panamericano de Judo, en los años 1978 y 1980.

## Palmarés internacional
| Campeonato Panamericano | Campeonato Panamericano       | Campeonato Panamericano | Campeonato Panamericano |
| Año                     | Lugar                         | Medalla                 | Categoría               |
| ----------------------- | ----------------------------- | ----------------------- | ----------------------- |
| 1978                    | Buenos Aires (Argentina)      | Medalla de oro          | –65 kg                  |
| 1980                    | Isla de Margarita (Venezuela) | Medalla de bronce       | –65 kg                  |